# 啓典の母 (シーア派)
『啓典の母』（けいてんのはは、Umm al-Kitāb）は、8世紀クーファの極端派サークルに起源をもつシーア派の折衷的な著作である。10世紀のヌサイリー派がシリアに持ち込み、それにニザール派が編集を加えてペルシア語にも翻訳した。写本は中央アジアで保持されてきたペルシア語翻訳のものしか現存せず、アラビア語版は失われた。イスマーイール派の教義の特徴とされる要素が見当たらず、初期の極端派の思想が発見される。イスマーイール派の思想書は10世紀から書かれ始めたが、それらの著者が初期の極端派から影響を受けていたことが本書『啓典の母』を証拠として言うことができる。とくに後期タイイブ派の思想に極端派からの影響があることも明らかになった。イスマーイール派が継承してきた宗教的伝統のなかで、本書『啓典の母』を、最も重要なものとして位置付けるイスマーイール派もある。
本書『啓典の母』は、イマーム・ムハンマド・バーキル（677年 - 732年）が弟子のジャービル・イブン・ヤズィード・ジュウフィー（745-750年頃歿）に知られざる知識を開示するという形式で書かれている。その内容は、9-10世紀の異端学者が多様な極端派（グラート）の思想として記述しているものに似ており、とくにムハンミサ・セクトの思想に酷似している。たとえば、神の恩寵から転落した常闇（aẓilla）が世界を創造したというような、極端派の神話に似た神話がながながと語られる。この創造神話はムファッダル・イブン・ウマル・ジュウフィー（799年以前歿）の著作とされる Kitāb al-Haft wa-l-aẓilla のなかにも見えるものである。
『啓典の母』には諸概念を表す言葉としてアラビア語の単語のみならずペルシア語やアラム語の単語も使われていることから、まちがいなく多言語的環境のなかで書かれている。ユダヤ教、ゾロアスター教、マニ教、マンデ教のモチーフが正統、異端の別を問わず現れる。本書の文体や様式からは、本書を書き継いできた著者たちが社会における中間層に出自を持ち、他のムスリム諸集団とは距離を取り、政治的には積極的なシーア派、精神的には禁欲主義を志向していたことがわかる。
『啓典の母』は、世界の仕組みや人間の本性、崇拝について、クルアーン的文脈において秘教主義的な釈義を行う内容になっている。
本書の中では悪神アンラ・マンユは堕天使アザゼルに転生したことが言及されている。これは逆に言えば、神（アッラー）こそが悪神を存在させている動因であると言える。本書は先イスラーム時代のイラン人が信仰していたような二元論的世界観をイスラーム教的一神教に調和させようとする試みであるかもしれない。

## 文献

### 三次資料
- "Omm al-ketāb". Encyclopædia Iranica.
- "Ḡolāt". Encyclopædia Iranica.

### 二次資料
- Anthony, Sean W. (2011). “The Legend of ʿAbdallāh ibn Sabaʾ and the Date of Umm al-Kitāb”. Journal of the Royal Asiatic Society 21 (1):  1–30. JSTOR 23011519.
- Beinhauer-Köhler, Bärbel (2004). “Die Engelsturzmotive des Umm al-Kitāb. Untersuchungen zur Trägerschaft eines synkretistischen Werkes der häretischen Schia”. In Auffarth, Christoph; Stuckenbruck, Loren. The Fall of the Angels. Themes in Biblical Narrative. 6. Leiden: Brill. pp. 161–175. doi:10.1163/9789047404330_010. ISBN 978-90-04-12668-8
- De Smet, Daniel (2020). “The Intellectual Interactions of Yemeni Ṭayyibism with the Early Shiʿi Tradition”. In Mir-Kasimov, Orkhan. Intellectual Interactions in the Islamic World: The Ismaili Thread. London: I.B. Tauris. pp. 299–321. ISBN 978-1-83860-485-1
- Filippani-Ronconi, Pio (1964). “Note sulla soteriologia e sul simbolismo cosmico dell'Ummu’l-kitāb”. AION 14 (1):  111–134.
- Friedman, Yaron (2010). The Nuṣayrī-ʿAlawīs: An Introduction to the Religion, History and Identity of the Leading Minority in Syria. Islamic History and Civilization. 77. Leiden: Brill. ISBN 978-90-04-17892-2
- Hämeen-Anttila, Jaakko (2001). “Ascent and Descent in Islamic Myth”. In Whiting, Robert M.. Mythology and Mythologies: Methodological Approaches to Intercultural Influences. Proceedings of the Second Annual Symposium of the Assyrian and Babylonian Intellectual Heritage Project Held in Paris, France, October 4-7, 1999. Helsinki: Neo-Assyrian Text Corpus Project. pp. 47–67. ISBN 9789514590498. OCLC 912739664 (situates the Umm al-kitāb in its Mesopotamian context)
- Ivanow, Wladimir (1932). “Notes sur l'Ummu'l-kitab des Ismaëliens de l'Asie Centrale”. Revue des Études Islamiques 6:  419–481.
- Nasr, S. H.; Aminrazavi, Mehdi (2008). Anthology of Philosophy in Persia: Ismaili Thought in the Classical Age. I.B.Tauris. ISBN 978-0-857-71042-0
- Radtke, Bernd (1990). “Iranian and Gnostic Elements in Early Taṣawwuf. Observations concerning the Umm al-Kitāb”. In Gnoli, Gherardo; Panaino, Antonio. Proceedings of the first European Conference of Iranian Studies held in Turin, September 7th-11th, 1987 by the Societas Iranologica Europaea. Volume 2: Middle and New Iranian Studies. Rome: Istituto italiano per il Medio ed Estremo Oriente. pp. 519–529. ISBN 9788863230765. OCLC 956121455

### 一次資料
- Filippani-Ronconi, Pio (1966). Ummu'l-kitab: Introduzione, traduzione e note di Pio Filippani-Ronconi. Napoli: Istituto Universitario Orientale di Napoli. ISBN 978-88-97278-43-6. OCLC 635942972 (Italian translation)
- Halm, Heinz (1981). “Das "Buch der Schatten". Die Mufaḍḍal-Tradition der Ġulāt und die Ursprünge des Nuṣairiertums. II. Die Stoffe”. Der Islam 58 (1):  15–86. doi:10.1515/islm.1981.58.1.15. (German translations of parts of the text on pp. 36 ff.)
- Halm, Heinz (1982). Die islamische Gnosis: Die Schia und die ʿAlawiten. Zürich and München: Artemis Verlag. ISBN 978-3-7608-4530-2 (German translations of parts of the text on pp. 113 ff.)
- Ivanow, Wladimir (1936). “Ummu᾽l-kitāb.”. Der Islam 23 (1–2):  1–132. doi:10.1515/islm.1936.23.1-2.1. (edition of the Persian text)
- Tijdens, E. F. (1977). “Der mythologisch-gnostische Hintergrund des Umm al-kitâb”. Acta Iranica VII:  241–526. OCLC 470066089. (partial German translation)